# Justice militaire
La justice militaire est rendue par des juridictions spécialisées, le plus souvent militaires, qui ont compétence pour juger les faits et actes commis par des militaires dans l'exercice de leurs fonctions, ou par des militaires assimilés (insurgés, révolutionnaires, espions).
Le Haut Tribunal militaire, créé pendant la guerre d'Algérie par décision du président de la République française en date du 27 avril 1961, en est un exemple, ainsi que les commissions militaires créées par George W. Bush le 13 novembre 2001 pour juger les « personnes soupçonnées de participation à des actions terroristes ou de soutien à de telles actions ».

## Définition
La juriste et universitaire Claire Saas définit la justice militaire comme toutes formes de justice institutionnalisée rendu par "l’ensemble des juridictions composées de magistrats civils ou militaires qui, en temps de paix ou de guerre, ont vocation à connaître des infractions commises par des militaires ou des militaires assimilés, y compris des civils, que ces infractions soient de nature militaire ou relèvent du droit commun, dès lors qu’une compétence spécifique leur a été reconnue et qu’elles obéissent, ne serait-ce que pour une part infime, à des règles matérielles ou procédurales dérogatoires du droit commun, justifiées par la « spécificité militaire » du contentieux".
Bien que cela puisse paraître contre-intuitif la justice militaire peut concerner des civils dont les actes, ou le statut, sont assimilés à celui d’un militaire, à l’instar des rebelles et des « brigands » durant la période révolutionnaire et le régime directorial. De plus l'exercice de la justice militaire n'est pas réservé aux seules périodes de guerre, elle s'exerce aussi bien en « temps de paix » qu'en « temps de guerre ». Cependant La justice militaire distingue le « temps de guerre » et le « temps de paix ». En « temps de paix », ce sont des juridictions de droit commun spécialisées dans les affaires militaires qui sont chargées du contentieux des affaires pénales militaires. En « temps de guerre », ce sont des juridictions militaires qui s'en chargent.
Enfin il faut qu'une compétence spécifique soit reconnue aux juridictions pour qu'elles puissent exercer une justice militaire. Dans les pays qui relèvent des droits de tradition civiliste, c'est un Code de justice militaire qui encadre le plus souvent les attributions de compétence juridictionnelle. En France ces compétences juridictionnelles ont été exercées par les juridictions militaires en temps de guerre (comme les conseils de guerre, les conseils de guerre spéciaux et les tribunaux prévotaux), les tribunaux permanents des forces armées (1953-1982), le tribunal aux armées de Paris (TAAP) jusqu'en 2012, ou encore les juridictions de droit commun spécialisées en matière militaire (JDCS).

## Justice militaire par pays

### EnAllemagne
En temps de paix, les infractions pénales militaires sont jugées par les juridictions pénales de droit commun. Les infractions pénales militaires sont décrites par la loi pénale militaire du 24 mai 1974, modifiée par la loi du 26 janvier 1998.
En temps de guerre, des tribunaux pénaux militaires pour les forces armées puissent être institués (article 96 de la Loi fondamentale). Ces tribunaux spéciaux relèvent du ministère de la Justice. La Cour fédérale de justice fait fonction de cour suprême pour ces tribunaux.

### EnBelgique
La justice militaire en Belgique en temps de paix est supprimée en 2004. Des tribunaux militaires permanents et une Cour militaire avec des procédures spécifiques peuvent être établis en temps de guerre.
Antérieurement à cette réforme, elle s'organise par un conseil de guerre en première instance et une cour militaire pour les appels, ces juridictions sont composées d'un juge civil et de quatre militaires. Le ministère public est représenté par un magistrat spécialisé, faisant partie de l'auditorat militaire. L'auditeur militaire est également le juge d'instruction. La Cour européenne des droits de l'homme condamne la Belgique en 1988 car la position de l'auditeur, dans la poursuite et l'instruction, ne le rend plus impartial et viole l'article 5-3 de la CEDH.

### AuCanada
La juridiction se base sur le Code de discipline militaire. La grande majorité des procédures se tiennent dans des procès sommaires, devenus en 2022 des audiences sommaires, jugés par la chaîne de commandement, le déroulement est simplifié, les règles sont plus flexibles, les membres ne sont pas des spécialistes du droit mais ont reçu une formation spécifique. Ils ne concernent que des infractions mineures, au niveau de l'unité, les sanctions maximales sont limitées comme la rétrogradation d'un grade, la réprimande ou une amende n'excédant pas un mois de solde. Le jugement peut être révisé, mais par des militaires au grade supérieur. 
La cour martiale dite permanente, composée d'un juge militaire, a sous sa responsabilité les infractions dont les peines sont inférieures à deux ans de prison ou présentent un risque de destitution ignominieuse. La cour martiale générale, qui se réunit moins souvent, est composée d'un juge militaire avec un comité de cinq membres des Forces armées canadiennes et peut punir jusqu'à l'emprisonnement à vie. Le grade des juges du comité varie avec l'accusé. Les appels peuvent être interjetés en la Cour d'appel de la cour martiale du Canada (CACM) et potentiellement vers la Cour suprême. La CACM est composée de juges de la Cour fédérale, de la Cour d'appel fédérale ou de cours supérieures provinciales et territoriales de juridiction criminelle.

### EnEspagne
La Constitution (art. 117-5) précise que les tribunaux militaires ne sont établis qu'en état de siège. Des lois organiques précisent la juridiction militaire, qui fait partie du droit judiciaire. En temps de paix, seules sont jugées les infractions au code pénal militaire et les recours des sanctions disciplinaires, en temps de guerre, le champ s'étend au droit pénal commun. Les juges sont mixtes, avec des militaires professionnels et des gradés licenciés en droit ou magistrats militaires.
Les cinq tribunaux militaires territoriaux constituent les juridictions pénales militaires du premier degré pour les hommes de troupe, les sous-officiers et les officiers subalternes. Les officiers supérieurs sont jugées en première instance par le Tribunal militaire central. Les officiers généraux sont jugés par la chambre militaire du Tribunal suprême. Ce dernier traite des pourvois en cassation sauf pour les officiers généraux.

### AuxÉtats-Unis
Les procédures sont exposées au Uniform Code of Military Justice. Les militaires sont jugés en cour martiale. Les appels sont jugés par des tribunaux spécifiques à l'armée, à l'Air Force, aux gardes-côtes et à la Navy. Des appels peuvent encore être formulés vers la Cour d'appel pour les forces armées et la Cour suprême mais ces juridictions sont discrétionnaires.

### EnItalie
Les juridictions en temps de paix et en temps de guerre ne sont pas les mêmes, les tribunaux militaires de guerre ont de larges compétences. En temps de paix, ils sont calqués sur la justice ordinaire. Les juridictions militaires ont une composition mixte avec des militaires professionnels, au minimum officier, et des magistrats militaires. Les magistrats militaires sont régis par le conseil de la magistrature militaire, calqué sur le conseil supérieur de la magistrature. 
Il existe neuf tribunaux militaires, dont la composition est de deux magistrats et d'un militaire. Les appels sont interjetés en la Cour d'appel militaire, composé de trois magistrats et deux militaires, au moins lieutenant-colonel. Des recours peuvent être déposés vers la Cour suprême de cassation. Une procédure simplifiée est possible avec la négociation de peine.

### AuRoyaume-Uni
Chaque corps d'armée, la British Army, la Royal Air Force et la Royal Navy ont leurs propres codes militaires et leurs propres tribunaux, non-permanents, les conseils de guerres. Les juges sont des militaires et un magistrat. Le second degré de juridiction est le conseil de guerre d'appel, uniquement composé de magistrats professionnels. La Cour suprême se charge des pourvois en cassation. Un militaire, pour une infraction mineure, peut choisir la procédure sommaire, rapide, avec des sanctions faibles. En cas de guerre, un conseil de guerre de campagne peut être convoqué. 

### EnSuisse
En Suisse, tous les militaires en service ainsi que les gardes-frontières sont soumis à la juridiction des Tribunaux militaires, institution indépendante de l'armée suisse, en temps de paix comme de guerre.

### EnUkraine
Le Bureau du procureur militaire est actif de 1991 à 2012 puis de 2014 à 2020.